# General Tinio
General Tinio (Bayan ng General Tinio) är en kommun i Filippinerna. Kommunen ligger på ön Luzon, och tillhör provinsen Nueva Ecija. Folkmängden uppgår till 35 352 invånare.
General Tinio är indelat i 13 barangayer.